# Hexametilentetramină
Hexametilentetramina, câteodată denumită metenamină, hexamină sau urotropină, este un compus heterociclic cu formula chimică (CH2)6N4. Este un compus cristalin, alb, ușor solubil în apă și solvenți organici polari. Are o structură similară cu cea a adamantanului. Este utilizată în sinteza unor compuși chimici, precum plastice, substanțe farmaceutice, aditivi pentru cauciucuri. 

## Obținere
Hexametilentetramina a fost descoperită de către Aleksandr Butlerov în anul 1859. Se sintetizează la nivel industrial în urma reacției dintre formaldehidă și amoniac. Reacția se poate realiza atât în fază gazoasă, cât și în soluție.

## Proprietăți
Metenamina prezintă o structură simetrică, tetraedrică, similară cu cea a adamantanului. La fiecare dintre cele patru „vârfuri” ale tetraedrului se regăsește câte un atom de azot, aceștia fiind conectați prin punți metilenice. Molecula se comportă precum o bază, suferind reacții de protonare și de N-alchilare.

## Utilizări

### Utilizări medicale
Sub denumirea de metenamină, compusul este utilizat în medicină ca antiseptic urinar, în tratamentul infecțiilor de tract urinar. Poate fi utilizată sub formă de sare cu acidul mandelic (mandelat de metenamină).
Metenamina se descompune la pH acid formând formaldehidă și amoniac, formaldehida având efectul bactericid. Aciditatea necesară de la nivel urinar se poate asigura prin co-administrarea de acid ascorbic sau clorură de amoniu. În anii 1990 utilizarea sa s-a redus drastic, din cauza efectelor adverse, în special cistita hemoragică apărută în supradoză, însă de curând a fost aprobată din nou pentru uz medical datorită creșterii fenomenului de rezistență la antibiotice a celorlalte antibiotice utilizate.